# Break Dance (Computerspiel)
Break Dance (oder Breakdance) ist ein Computerspiel für den Commodore 64, das von Stephen Beck (Beck-Tech) entwickelt und 1984 vom amerikanischen Publisher Epyx veröffentlicht wurde. Das Spiel basiert auf der damals gerade populär gewordenen Tanzform Breakdance.

## Gameplay
Dieses Computerspiel greift zeitgenössische Hip-Hop-Musik und Breakdance der 1980er Jahre auf. Der Spieler steuert eine Spielfigur, die vor einem Häuserblock auf der Straße tanzt. Zu Funk-Musik müssen durch Joystickbewegungen die Breakdance-Tanzbewegungen computergesteuerter Gegenspieler nachgeahmt werden. Das Spiel bietet drei Spielmodi: Hot Feet Dance Contest, Battle of the Rocket Crew und Perfections Dance Puzzle.
In einem der Spielmodi muss der Spieler die Bewegungen einer einzelnen Spielfigur nachahmen, was durch stetig längere Tanzsequenzen zunehmend erschwert wird. Der Modus  Battle of the Rocket Crew stellt dem Spieler eine ganze Bande gegnerischer Tänzer gegenüber. Anfangs tanzen die Reihen der Gegner noch synchron, später beginnen sie individuelle Tanzbewegungen auszuführen, wodurch der Schwierigkeitsgrad erheblich ansteigt. Ein weiterer Bestandteil des Spieles lässt den Spieler eigene Breakdance-Sequenzen aus beliebten Elementen wie Moonwalk, Turtle, Floor-Flip oder Suicide erstellen.
In der Kassettenversion kann lediglich ein Spieler antreten.

## Hintergrund
Die Tanzform Breakdance hatte im Jahr zuvor mit dem Film Flashdance und im selben Jahr mit Beat Street weltweite Bekanntheit erlangt.
Spätere Spiele wie PaRappa the Rapper (1996) oder Mad Maestro (2002) versuchten ebenfalls, Musik und Tanzbewegungen mit Spielmechaniken zu verbinden, doch erst Dance Dance Revolution gelang der große Erfolg durch die Verwendung einer Tanzmatte.

## Kritik
Das amerikanische Spielemagazin Computer Gaming World nannte das Spiel ein Produkt, das „ein außergewöhnliches Konzept mit außergewöhnlich gutem Gameplay verbindet“.
Das britische Computermagazin Practical Computing nannte die Graphik des Spieles „großartig“ (brilliant).
Tim Onosko schrieb in der Commodore-Fachzeitschrift Commodore Microcomputers, dass Breakdance durch den Spielmodus hervorsticht, in dem Spieler Breakdance-Choreographien frei erstellen können.

## Ähnliche Spiele
- Break Street (1984, für C64)
- B-Boy (2006, für PSP)
- Flow: Urban Dance Uprising (für EyeToy (PS2))

Siehe auch Musikspiel.